# Gerhard Kratky
Gerhard Kratky (* 23. November 1958; † 7. Februar 1994 in Side, Türkei) war ein österreichischer Fußballtrainer und Fußballspieler auf der Position eines Mittelfeldspielers, der zeitweilig in der österreichischen 2. Division beim 1. Schwechater SC spielte, wo er auch ein Tor erzielen konnte.

## Tod
Am 7. Februar 1994 starb Kratky im türkischen Side aufgrund eines Blitzschlags. Kratky, der zur Vorbereitung auf die Rückrunde in der Landesliga Niederösterreich mit seiner Mannschaft Langenrohr ein Trainingslager abhielt, kam während des ersten Trainings in ein Gewitter. Als er beim Laufen eine auf dem Boden liegende Eisenstange passierte, schlug ein Blitz in diese Stange ein, der Stromimpuls erwischte Kratky dabei; trotz rasch eingeleiteter Erste-Hilfe-Maßnahmen verstarb er noch an der Unfallstelle.